# وسلی
وسلی (به فرانسوی: Vasselay) یک کمون در فرانسه است که در Canton of Saint-Martin-d'Auxigny واقع شده‌است.

## خصوصیات
وسلی ۲۰٫۲۱ کیلومترمربع مساحت و ۱٬۱۵۶ نفر جمعیت دارد و ۱۸۲ متر بالاتر از سطح دریا واقع شده‌است.